# Макаров, Пётр Осипович
Пётр О́сипович Мака́ров (1905 — 29 сентября 1975) — советский физиолог и биофизик.

## Биография
Родился 18 октября 1905 года[по какому календарю?] в крестьянской семье в деревне Коробаново на территории современной Смоленской области, по другим данным  — в селе Дуброво Вяземского уезда Смоленской губернии.
С 1922 по 1927 год учился на медицинском факультете Смоленского университета, затем до 1930 года проходил аспирантуру по физиологии. Одновременно с 1928 по 1929 год работал в Физиологическом институте АН СССР в Ленинграде.
С 1930 года сотрудник московского Института биофизики, в 1932 году присоединённого к Институту высшей нервной деятельности (ИВНД) Коммунистической академии. С 1933 года — заведующий созданной в ИВНД электрофизиологической лабораторией органов чувств.
В 1936 году защитил докторскую диссертацию «Динамика возбудимости, проведения и рефрактерного состояния» об изменениях возбудимости и проводимости мышц, нервов и нервных центров при электрической стимуляции.
С 1938 года — старший научный сотрудник электрофизиологической лаборатории АН СССР.
В период Великой Отечественной войны находился в эвакуации в Елабуге, затем в Саратове.
В 1944 году вернулся в Ленинград, работал в Ленинградском государственном университете сначала заведующим лабораторией анализаторов Физиологического института имени А. А. Ухтомского, затем заведующим кафедрой биофизики биолого-почвенного факультета.
С 1962 года член Международной организации по изучению мозга при Юнеско.
Умер после тяжёлой болезни 29 сентября 1975 года.

### Дополнительные
- Ноздрачев А. Д., Поляков Е. Л., Космачевская Э. А., Громова Л. И., Вовенко Е. П. Макаров Петр Осипович // Павловская энциклопедия. — СПб.: Гуманистика, 2011. — Т. 1: А—П. — С. 419. — 632 с. — ISBN 5-86050-342-3.